# Kaple svatého Jana Nepomuckého (Olší nad Oslavou)
Kaple sv. Jana Nepomuckého se nachází v Olší nad Oslavou, původně samostatné vsi, od roku 1980 místní části města Velké Meziříčí. Spolu s celou vsí spadá do území farnosti Netín. Kaple je chráněna jako kulturní památka České republiky.

## Historie
Kaple byla vystavěna v 19. století poblíž na olšecké návsi. V roce 1966 byla z iniciativy tehdejšího předsedy MNV Olší nad Oslavou, Josefa Křehlíka, opravena dvojicí řemeslníků a potřebný materiál dodalo olšecké JZD. Střecha kaple byla tehdy oplechována. Při další opravě kaple v roce 2009 bylo oplechování odstraněno, a položena nová šindelová střecha, odpovídající původní podobě stavby. U kaple bývá každoročně slavena poutní mše svatá ke cti svatého Jana Nepomuckého.

## Stavební podoba
Kaple je malá čtvercová stavba, orientovaná k severovýchodu. Z jedné strany přiléhá k ohradní zdi dvora domu č. p. 68. Kaple je zastřešena protáhlou cibulí se zvoničkou. Na špici věžičky se nachází cyrilometodějský kříž. Ve věžičce je zavěšen zvon, který denně zvoní klekání. Až do konce 20. století bylo zvonění zajišťováno ručně.

## Okolí kaple
V zahradě jednoho z olšeckých domů při okraji vsi je postavena přibližná kopie návesní kaple v podobě s oplechovanou střechou. Při rozcestí na okraji vsi směrem na Netín se nachází kovový kříž s nápisovou destičkou, na které stojí: Ke cti a slávě Boží věnovali Josefa a Frant. Černý z Olší roku 1872. Býval v Olší zvyk při pohřbu někoho z místních zastavit se zde s pohřebním průvodem. Po modlitbě se pak pokračovalo v cestě do Netína, kde se konal vlastní pohřeb. U tohoto kříže byl také koncem druhé světové války pohřben rumunský voják, který v Olší padl během osvobozování. Po několika letech byly jeho ostatky exhumovány a odvezeny k pohřbení jinam.